# گرینویل (میسیسیپی)
گرینویل (به انگلیسی: Greenville) شهری در ایالت میسیسیپی کشور ایالات متحده آمریکا است که جمعیت آن در سرشماری سال ۲۰۱۰ میلادی، ۳۴٬۴۰۰
نفر بوده‌است.